# Copa del Rey 1905
Die Copa del Rey 1905 war die dritte Austragung des spanischen Fußballpokalwettbewerbes.
Der Wettbewerb fand vom 16. bis zum 20. April 1905 statt. Mit dem Madrid FC, Athletic Bilbao und San Sebastián Recreation Club nahmen drei Teams an der Copa del Rey 1905 teil. Der Gewinner der Katalanischen Meisterschaft, letztlich der FC Barcelona, war zwar auch eingeladen, jedoch war diese nicht rechtzeitig beendet worden.
Nach den zwei Turnierspielen stand der Madrid FC als Pokalsieger fest, somit kam der Pokalsieger erstmals nicht aus Bilbao.

## Finale Gruppenphase
Das Turnier wurde im Ligamodus ausgetragen, die Spiele fanden im Tiro de Pichon in Madrid statt.
Aus den ersten beiden Turnierspielen ging jeweils Madrid FC als Sieger hervor und stand damit unabhängig vom letzten Spiel bereits als Pokalsieger fest. Infolgedessen fuhr die Mannschaft von Athletic Bilbao bereits vor ihrem letzten Spiel gegen San Sebastián Recreation Club nach Hause zurück. Der Kontrahent aus San Sebastián wurde daraufhin zum Sieger des letzten Gruppenspiels und damit zum Vize-Pokalsieger erklärt.
| Datum          |                 | Ergebnis |                               |
| -------------- | --------------- | -------- | ----------------------------- |
| 16. April 1905 | Madrid FC       | 3:0      | San Sebastián Recreation Club |
| 18. April 1905 | Madrid FC       | 1:0      | Athletic Bilbao 1             |
| 20. April 1905 | Athletic Bilbao | N/A      | San Sebastián Recreation Club |

## Abschlusstabelle
| Pl. | Verein                        | Sp. | S | U | N | Tore    | Quote | Punkte |
| --- | ----------------------------- | --- | - | - | - | ------- | ----- | ------ |
| 1.  | Madrid FC                     | 2   | 2 | 0 | 0 | 004:000 | ∞     | 04:0   |
| 2.  | San Sebastián Recreation Club | 2   | 1 | 0 | 1 | 000:300 | 0,00  | 02:20  |
| 3.  | Athletic Bilbao               | 2   | 0 | 0 | 2 | 000:100 | 0,00  | 0:40   |

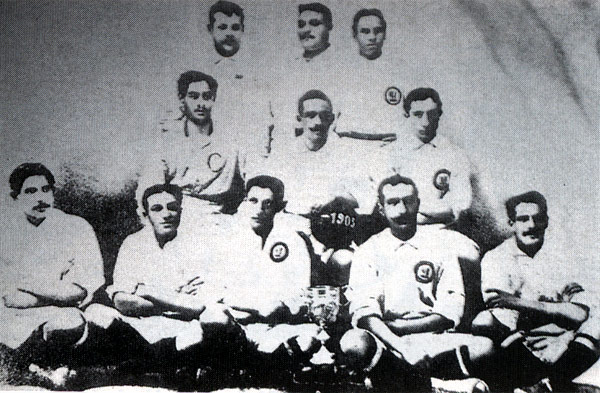
Die Siegermannschaft von Madrid FC

Durch die Siege in beiden Spielen stand Madrid FC bereits am zweiten Turniertag an der Tabellenspitze als spanischer Pokalsieger fest und gewann seinen ersten spanischen Pokal.

## Siegermannschaft
(in Klammern sind die Spiele und Tore angegeben)
| 1.                 | Madrid FC |
| Logo von Madrid FC | - Tor: Manuel Alcalde (2/–) - Abwehr: Telesforo Álvarez (2/–), José Ángel Berraondo (2/–) - Mittelfeld: Eugenio Bisbal (2/–), Enrique (2/–), Luciano Lizárraga (2/–) - Sturm: Antonio Alonso (2/2), Pedro Parages (2/–), Manuel Prast (2/2), Quincho (2/–), Federico Revuelto (2/–) - Ersatz: Leopoldo García Durán (0/–) - Trainer: – |

## Torschützen
Im ganzen Wettbewerb kamen nur zwei Madrilenen zum Torerfolg.
| Pl. | Nat.    | Spieler        | Verein    | Tore |
| --- | ------- | -------------- | --------- | ---- |
| 1   | Spanier | Antonio Alonso | Madrid FC | 2    |
| 1   | Spanier | Manuel Prast   | Madrid FC | 2    |